# Santo Domingo-Caudilla
Santo Domingo-Caudilla là một đô thị trong tỉnh Toledo, Castile-La Mancha, Tây Ban Nha. Theo điều tra dân số 2006 (INE), đô thị này có dân số là 801 người.